# RED (애프터스쿨 레드의 음반)
RED(레드, The 4Th Single Album - Red)는 대한민국의 여성 가수 애프터스쿨의 유닛 애프터스쿨 레드의 첫 싱글 앨범이다.

## 수록곡
1. 밤 하늘에
2. Hollywood (애프터스쿨 전원이 부른 곡)